# Protistología
La protistología es una disciplina científica dedicada al estudio de los protistas, un grupo parafilético muy diverso de organismos eucariotas. Todos los eucariotas, excepto los animales, las plantas y los hongos, se consideran protistas.  Su campo de estudio se superpone con el de las disciplinas tradicionales de la ficología, la micología y la protozoología. 

### Publicaciones periódicas
- European Journal of Protistology
- The Journal of Eukaryotic Microbiology
- Protist Elsevier
- Protistology, an international journal

- Datos: Q2467781
- Multimedia: Protistology / Q2467781